# Reitponys
Reitponys werden als Sportpony für verschiedene Disziplinen gezüchtet. Im Zuchtziel ist oft eine Eignung für Kinder festgelegt, aber größere Exemplare decken auch kleinere bis mittelgroße erwachsene Reiter gut ab. Die Zucht des Reitponys stammt ursprünglich aus Großbritannien, aber auch in anderen Ländern hat sie Fuß gefasst. Die verschiedenen Zuchtverbände haben ein meist ähnliches Zuchtziel, aber es gibt auch Unterschiede. Einige Zuchtverbände beispielsweise teilen die Pferde in verschiedene Größen- und Typklassen ein, während andere Zuchtvereine einen Anteil an Arabischem Vollblut von 20 Prozent vorschreiben.

## British Riding Pony (Britisches Reitpony)

### Geschichte und Zucht
Das Reitpony ist ursprünglich eine britische Erfindung. Der erste Züchter begann wohl schon 1872 mit der Zucht, die ab dem Ende des 19. Jahrhunderts in Aufschwung kam. Zunächst wollte man eher Polo-Ponys züchten, doch bald ging das Zuchtziel zum Kinderreitpony. Als der Turnierponysport um 1930 boomte, schwang die Zucht weiter auf. Der Zweite Weltkrieg sorgte zwar für einen Rückschlag, aber ab den 1950er-Jahren breitete sich der Turnierponysport weiter aus. Als Zuchtbasis dienen meist Welsh-Ponys, die man dann mit Englischen und Arabischen Vollblütern kreuzt. Auch Dartmoor und New-Forest-Ponys haben sich in der Zucht bewährt. Für den Spitzensport werden meist Connemaras eingekreuzt. Die sehr leistungsfähigen Reitponys werden mittlerweile für verschiedene Sparten des Turnierreitsports gezüchtet, weshalb die Ponys nicht immer einheitlich sind. Um das British Riding Pony für Kinder verschiedenen Alters geeignet zu machen, werden die Ponys in verschiedene Größenklassen eingeteilt. In Großbritannien gibt es mittlerweile viele Gestüte, die sich der Zucht von Reitponys widmen. Die National Pony Society, die 1893 gegründet wurde, kontrolliert die Zucht. 

### Exterieur

#### Allgemein
Beim British Riding Pony ist der Kopf meistens das einzige Körperteil, das einem Pony ähnelt. Der Hals ist lang, gut geschwungen und aufgesetzt und entspringt in einer schräg gestellten Schulter. Der ausgeprägte, weit in den Rücken hinein reichende Widerrist garantiert eine gute Sattellage. Der kräftige, gut bemuskelte Rücken geht harmonisch in die leicht abgeschrägte und wohlgeformte Kruppe mit kräftiger Bemuskelung über. Das korrekt gestellte Fundament ist hart und trocken, bei den Show Ponys teils (zu) leicht. Von der Farbgebung her werden Füchse und Braune bevorzugt; aufgrund von Connemara-Einkreuzungen sind zudem Schimmel häufig anzutreffen.

#### Show Pony
Das Show Ponys sind sehr stark von Arabischem und Englischem Vollblut geprägt, weshalb sie wie Miniatur-Show-Hacks aussehen. Sie werden in die Größenklassen bis 127 cm, bis 137 cm und bis 147 cm eingeteilt.

#### Show Hunter Pony
Die Show Hunter Ponys sind dem Show Ponys ähnlich, aber kräftiger gebaut. Sie besitzen mehr Kaliber und Substanz und sind dazu gezüchtet, den Reiter auch über schwieriges Gelände zu tragen. Die Größeneinteilung ist mit der des Show Ponys identisch.

#### Working Hunter
Der Working Hunter ist deutlich stämmiger als das Show Pony und das Show Hunter Pony gebaut. Man unterteilt in die Größenklassen unter 132 cm und über 1,32 m. Die kleineren Working Hunter sollen einen Parcours mit Hindernissen bis 76 cm Höhe springen können, bei den größeren Working Huntern liegt die Hindernishöhe bei bis zu 91 cm.

### Interieur
Das British Riding Pony ist ein hochelegantes, leistungsfähiges und rittiges Pony mit heißem, sensiblem Temperament. Es ist aufgrund seiner hohen Intelligenz ein sehr lernfähiges Pony, welches zudem sehr reaktionsschnell ist. Auch wird seine Trittsicherheit, Robustheit und Härte gelobt. Das British Riding Pony ist zudem sehr eifrig, teils sogar übereifrig. Durch den hohen Vollblut-Anteil ist ein fortgeschrittener, routinierter Reiter wichtig.

### Bestand
Zum Bestand des Britischen Reitponys liegen keine Daten vor.

## Deutsches Reitpony

### Geschichte und Zucht
Das Deutsche Reitpony ist die bekannteste Ponyrasse Deutschlands. Man begann die Zucht um 1965. Hierfür kreuzte man verschiedene Pferde- und Ponyrassen, hauptsächlich Welsh-Ponys, Anglo-Araber sowie Arabische und Englische Vollblüter. Nebst weiterem importiertem Material flossen in geringerem Umfang auch Dülmener, Arenberg-Nordkirchner und Lehmkuhlener in die Zucht ein.

### Exterieur
Es wird ein elegantes, großliniges und harmonisch gebautes Pony angestrebt. Das Stockmaß darf von 138 cm bis 148 cm variieren. Alle Fellfarben sind zugelassen, auch Schecken. Der Kopf soll edel sein und geht gut in den mittellangen, breiten und gut aufgesetzten Hals mit genügender Ganaschenfreihet übergehen. Die Schulter wird groß und schräg gelagert gewünscht, die Brusttiefe genügend. Angestrebt wird ein gut markierter Widerrist, der weit in den gut bemuskelt gewünschten Rücken mittlerer Länge hineinreichen soll. Erbeten ist ein nicht übertrieben hoch angesetzter Schweif, welcher sich an einer langen, gut bemuskelten und leicht abfallenden Kruppe anschließt. Das Fundament soll trocken, korrekt und mit ausreichend großen Gelenken, mittellangen Fesseln und harten Hufen ausgestattet sein. Grobe Abweichungen von diesem Zuchtstandard sind unerwünscht.

### Bewegungslauf
Die Bewegungen des Deutschen Reitponys werden taktrein, raumgreifend, energisch, fleißig und losgelassen gewünscht. Des Weiteren wird viel Schwung, Elastizität, Balance und Hinterhandantritt gewünscht. Eine geschickte, vermögende Sprungtechnik wird ebenfalls erbeten.

### Charakter
Das Deutsche Reitpony wird im Rassestandard als  ein verlässlicher, nervenstarker, intelligenter und vielseitiger Sportpartner, der leistungsbereit und -fähig ist, porträtiert.

### Bestand
Laut DAD-IS-Datenbank gab es im Jahr 2019 exakt 5814 Exemplare dieser Rasse in Deutschland. Allerdings ist des Weiteren angegeben, dass 674 Hengste und 5140 Stuten im Zuchteinsatz standen, somit dürften Deutsche Reitponys, die nicht im Zuchteinsatz standen, in diese Statistik nicht mit eingeflossen sein. Der Bestand wird als „gefährdet“ eingestuft.

## Australian Riding Pony (Australisches Reitpony)

### Geschichte und Zucht
Die Australische Version des Reitponys baut sehr stak auf dem British Riding Pony auf. Sie wird in den Kategorien Show Pony und Show Hunter Pony gezüchtet.
1973 wurde erstmals ein British Riding Pony nach Australien importiert, es handelte sich um den Hengst Aristocrat of Flawforth. Kurz darauf wurden zwei weitere Hengste importiert, Treharne Talisman und The Laird. Diese beiden Ponys legten den Grundstein für die Australische Zucht; Aristocrat of Flawforth wurde durch einen Blitz erschlagen und hatte dementsprechend weniger Einfluss auf die Zucht.
Nebst weiteren British Riding Ponys wurden des Weiteren verstärkt Welsh B-Ponys sowie Englische und Arabische Vollblüter importiert.
Die Australian Riding Pony Stud Book Society Inc. wurde daraufhin 1975 gegründet.
Ursprünglich wurden die Pferde in folgende Kategorien eingeteilt:
Sektion D: Für Stuten ohne bekannte Abstammung und wurde, als sich die Rasse etabliert hatte, eingestellt
Sektion C: Für Ponys mit einem Elternteil, dessen Abstammung bekannt ist oder Nachkommen von einer Stute der Sektion D und einem anerkannten Hengst
Sektion B: Für Ponys, die bereits in einem anderen Zuchtregister eingetragen sind, oder Nachkommen einer Stute der Sektion C und einem anerkannten Hengst
Sektion A: Für importierte Reitponys oder Nachkommen einer Stute der Sektion A oder B und einem anerkannten Hengst.
Später schaffte man diese Klassifizierung ab und bewertete die Ponys nach ihren Leistungen im Showring.

### Exterieur

#### Show Pony
Der Show Pony-Typ ist sehr elegant. Das Stockmaß darf 147 cm nicht überschreiten und das Fell eine der Grundfarben besitzen. Das Show Hunter Pony soll einen mittelgroßen, gut proportionierten und attraktiven Kopf mit flacher Stirn, kleinem Maul, großen, weiten Nüstern, großen Augen von bevorzugt dunklerer Farbe und intelligentem Ausdruck sowie mittelgroße und bewegliche Ohren besitzen. Des Weiteren werden folgende Merkmale gewünscht: Der Kopf geht harmonisch in den reichlich langen und gut gewölbten Hals, der gut getragen wird, über. Die schräge Schulter und der ausgeprägte Widerrist werden nicht übertrieben muskulös gewünscht. Die Brust soll tief, aber nicht allzu breit sein. Die gut gewölbten Rippen garantieren genügend Platz für die Atmungsorgane. Das Show Pony hat einen kurzen Rücken mit guter Sattellage und kräftiger Lende. Extrem breite oder flache Rückenpartien sind unerwünscht. Die Kruppe ist lang und wohlgerundet und besitzt einen gut angesetzten Schweif. Die korrekt gestellten Beine, welche mit kräftigen Sprunggelenken bestückt sind, werden hart und trocken erwartet. Das Langhaar, welches beim Präsentieren immer geflochten gezeigt werden muss, ist fein und seidig, niemals darf es grob wirken. Kötenbehang ist nicht erlaubt.

#### Show Hunter Pony
Das Show Hunter Pony unterscheidet sich vom Show Pony vor allem durch mehr Substanz. Es darf nicht größer als 147 cm (also 14,2 Hände) sein und bevorzugt eine Grundfarbe besitzen.
Angestrebte Merkmale: Das Show Hunter Pony hat einen ehrlichen Kopf mit flacher Stirn, spitz zulaufendem Maul, großen Nüstern, intelligent wirkenden, großen Augen von bevorzugt dunkler Farbe und mittelgroße, bewegliche Ohren. Der mittellange Hals, der gut angesetzt und getragen ist, entspringt in einer flachen und schräg gelagerten Schulter. Es hat eine tiefe Brust, welche für genügend Platz für das Herz sichert, und eine ausladende Rippenwölbung. Der Rücken mit guter Sattellage ist ebenso wie die Lende kräftig und geht harmonisch in diese über. Der Schweif ist gut an der langen und gut gerundeten Kruppe angesetzt. Das Fundament steht korrekt und besitzt kurze Röhrbeine, kräftige Sprunggelenke und kräftige, massive Knochen. Die gesunden Hufe sind gut geformt.

### Bewegungslauf

#### Show Pony
Das Australische Reitpony im Show Pony-Typ soll gleichmäßige, korrekte, leichtfüßige und raumgreifende Bewegungen mit schwungvollem Hinterhandantritt besitzen. Eine hohe Knieaktion ist höchst unerwünscht.

#### Show Hunter Pony
Das Show Hunter Pony soll mühelose Gangarten mit etwas Knieaktion und einen ausbalancierten Galopp zeigen. Flache und steife Bewegungen sind inakzeptabel.

### Charakter

#### Show Pony
Das Australian Riding Pony im Show-Pony-Typ soll ein sehr elegantes und qualitätsvolles Reitpony mit feurigem Temperament sein.

#### Show Hunter Pony
Das Show Hunter Pony soll ein ruhiges Temperament und einen verlässlichen Charakter besitzen.

## Poney français de selle (Französisches Reitpony)

### Geschichte und Zucht
Die Zucht des Französischen Reitponys findet in recht ausgedehntem Umfang in ganz Frankreich, aber besonders in der Mayenne, der Normandie und der Bretagne statt. Es wird ein Pony im Sporttyp angestrebt, welches die Widerstandsfähigkeit eines Ponys mit den sportlichen Fähigkeiten und dem Aussehen eines Pferdes verbindet und sich für Kinder von fünf bis 18 Jahren eignet, obgleich es meist auch Erwachsene abdeckt. Für die Zucht des Poney français de selle kreuzte man Landais-Ponys mit importierten Connemara-, Welsh- und New-Forest-Hengsten und führte Arabisches Vollblut bei. Besonders das Connemara-Pony hatte einen großen Einfluss. Zudem importierte man zusätzlich Reitponys aus Deutschland, Belgien und Holland.
Das Französische Pony-Zuchtprogramm von Selle wurde 2006 ins Leben gerufen und zählt heute mehrere Tausend Ponys. Seit 2011 werden die Fohlen bei der Ausgabe des PFS-Buches systematisch in das Zuchtprogramm eingeschrieben.
Die Zuchtbewertung findet in den Kategorien Leistungsfähigkeit, Exterieur und Zuchtwert statt. Jede Stute erhält eine Anzahl von Sternen für alle drei Kriterien, bis zu 5. Die Anzahl der Sterne wird dann addiert, und die besten Stuten werden mit einem Label ausgezeichnet.
Die Anzahl der neu registrierten Ponys ist anfangs stark von 95 im Jahr 1977 auf über 1400 im Jahr 2004 gestiegen. Wie bei allen französischen Ponyrassen ist die Population seit 2004 leicht rückläufig, so zählte man 2019 gut 900 Neuregistrierungen.

### Exterieur
Das 125–148 cm große Französische Reitpony, das in allen Fellfarben vorkommt, hat einen mehr oder weniger edlen Kopf (je nach Abstammung des jeweiligen Ponys) mit lebhaften, klaren Augen und ponytypisch kleinen Ohren. Die Schulter ist gut gelagert und der Widerrist ausreichend markiert. Die Brust weist eine ausgeprägte Breite auf. Der Rücken ist tragfähig und die Kruppe kräftig gebaut. Das Langhaar ist ausgeprägt.

### Bewegungslauf
Die Gangarten des Poney français de selle sind regelmäßig.

### Interieur
Das Französische Reitpony ist fügsam, gutmütig, lebhaft und robust.

### Bestand
Laut DAD-IS-Datenbank gab es im Jahr 2018 gut 33.000 Exemplare dieser Rasse in Frankreich. Davon standen gut 1.000 Hengste und gut 17.000 Stuten im Zuchteinsatz; der Bestand wird somit als „nicht gefährdet“ eingestuft.

### Galerie

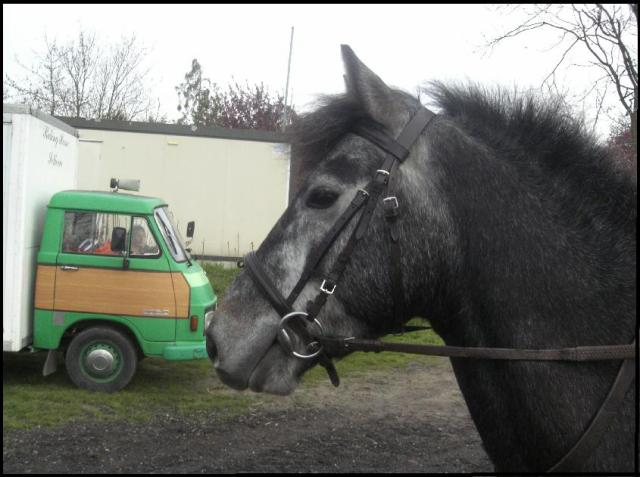
Wie man an dieser Kopfstudie erkennen kann, ist das Französisches Reitpony aufgrund der Einkreuzung von Landais-Ponys etwas unedler als beispielsweise das Britische Reitpony
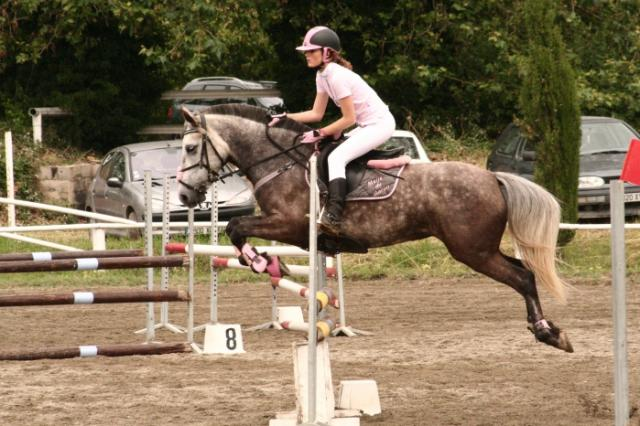
Französisches Reitpony beim Springreiten

## Belgische Rijpony (Belgisches Reitpony)

### Geschichte und Zucht
Die Zucht des Belgischen Reitponys begann 1973. Bei der Kreierung dieser Reitponyrasse wurden verschiedene Ponys verwendet; eine besondere Rolle kam wie in Frankreich dem irischen Connemara Pony zu.
Es gibt zwei Typen. Der kleine Typ hat ein Stockmaß von 110 bis 132 cm, der größere eine Widerristhöhe von 132 bis 149 cm. Es wird im Allgemeinen ein Sportponytyp angestrebt, an sich wird der Typ aber sehr variabel gehalten. Das Zuchtbuch ist offen.

### Exterieur
Das im Rechteckformat stehende Belgische Rijpony hat einen feinen Kopf mit geradem Profil. Sein langer Hals entspringt in einer langen und schrägen Schulter. Die Brust ist breit und tief. Der ausgeprägte Widerrist geht in einen starken Rücken mit kräftiger Lendenpartie über. Die Kruppe ist lang, das Fundament leicht und zierlich.
Hinsichtlich der Farbgebung kommen Füchse, Braune, Isabellen und Schimmel vor.

### Interieur
Das Belgische Reitpony hat einen sanften, willigen und braven Charakter.

### Bestand
Laut DAD-IS-Datenbank gab es im Jahr 2013 etwa 240 bis 360 Exemplare dieser Rasse; davon standen 33 Hengste und 120 Stuten im Zuchteinsatz. Der Bestand wird somit als „gefährdet“ eingestuft.

## NRPS-Pony (Niederländisches Reitpony)

### Geschichte und Zucht
Das Niederländische Reitpony wird eingetragen vom Nederlands Rijpaarden en Pony Stamboek, welches 1981 eröffnet wurde.
Die Zuchtgrundlage ist unausgeglichen, teils gibt es Einflüsse heimischer, schwerer Warmblut-Kutschpferde (Gelderländer, Groninger), teils von orientalischen Linien.
Die Vorschrift, dass diese Ponys einen arabischen Blutanteil von mindestens 20 Prozent haben müssen, ist nachteilig, insbesondere beim Bewegungslauf. Man sieht bei Rassevertretern vielfach festgehaltene Rücken; es mangelt den Ponys im Allgemeinen an Elastizität.

### Exterieur
Beim NRPS-Pony wird der Reitpony-Typ angestrebt.
Dem trocknen Kopf mit großen Augen soll man den orientalischen Einfluss ansehen. Der gut getragene Hals soll über eine gute Bemuskelung verfügen. Nach dem Zuchtstandard soll ein Niederländisches Reitpony eine genügend lange Schulter und einen ausgeprägten Widerrist besitzen. Zudem wird ein muskulöser Rücken mit kräftiger Lende gewünscht. Das Fundament soll korrekt gestellt und hart sein sowie ausgeprägte Gelenke und eine gute Knochenkonstruktion besitzen. Eine ausgeprägte Kurzbeinigkeit ist unerwünscht, ebenso wie extrem langbeinige Typen, die über wenig Breite und Tiefe verfügen. Das NRPS-Pony soll zudem harte Hufe aufweisen.

### Bewegungslauf
Der Schritt wird raumgreifend, aktiv und als reiner Viertakt gewünscht. Der Trab soll leichtfüßig und ausbalanciert sein, das Hinterbein aktiv eingesetzt werden. Nach Rassestandard soll das NRPS-Pony einen leichtfüßig, versammelt, ausbalanciert und taktrein sein; in der Enzyklopädie der Pferderassen wird auf eine Begrenzung von Raumgriff und Versammlungsfähigkeit des Niederländischen Reitponys in dieser Gangart hingewiesen.

### Interieur
Das NRPS-Pony soll gehorsam, mutig, menschenbezogen und ausdauernd sein. Durch seine Kooperationsfähigkeit und Ausgeglichenheit ist es auch für Kinder reitbar.

### Bestand
Da der Bestand des NRPS-Ponys und des NRPS-Reitpferdes (zwischen 2.700 und 5.000 Exemplare; 2.700 Stuten im Zuchteinsatz; „gefährdet“) gemeinsam angegeben wird, ist die Anzahl des NRPS-Ponys nicht erschließbar.

## Slovenský športový pony (Slowakisches Reitpony)

### Geschichte und Zucht
Das Slowakische Reitpony ist das Ergebnis eines Experimentes der Landwirtschaftlichen Universität von Nitra in der Slowakei. Man begann mit der Zucht 1980 und wählte aus einer Herde von rund 70 Stuten, die auf dem Gut Nová Baňa gehalten wurden, 27 Exemplare aus. Es handelte sich vorwiegend um Arabische Vollblüter, aber auch einige Hannoveraner, Slowakische Warmblüter und Huzulen wurden ausgewählt. Alle Stuten besaßen eine Widerristhöhe über 1,48 m. Im ersten Jahr wurden sie von dem Welsh-Pony-Hengst Branco gedeckt, im darauffolgenden Jahr von dem aus Deutschland importiertem Welsh-Pony-Hengst Shal. 1984 prüfte man die ersten Zuchtresultate unter dem Sattel und im Geschirr. Sowohl das Training als auch den abschließenden Test bewältigten alle Ponys zufriedenstellend. Als man 1989 die ersten sechs Fohlenjahrgänge geprüft hatte, wurde auf der Zuchtkonferenz der Universität beschlossen, dass man dieses Zuchtprogramm für Reitponys für Kinder von acht bis 16 Jahren aufgrund der guten Ergebnisse fortzuführen. Ab 1990 konnte die Stutenbasis auf 100 Tiere aufgestockt werden. Außerdem wurde in Nitra ein privater Zuchtverein zwecks der Verbreiterung der Zuchtbasis gegründet.

### Exterieur
Die Widerristhöhe des Slowakischen Reitponys beträgt im Durchschnitt 138–140 cm.

### Bewegungslauf
Das Slowakische Reitpony besitzt gute Gangarten und viel Springvermögen.

### Interieur
Die Exemplare dieser sehr jungen Reitponyrasse sind sehr gelehrig und haben ein aufmerksames, aber ruhiges Temperament. Sie sind ausgesprochen robust, genügsam und ausdauernd.

### Bestand
Laut DAD-IS-Datenbank gab es im Jahr 2019 zwischen 200 und 300 Exemplare dieser Rasse in der Slowakei; 91 Stuten waren im Zuchtbuch registriert. Der Bestand wird somit als „gefährdet“ eingestuft.

## Weitere Länder
Auch in Skandinavien, den USA und Kanada befinden sich ausgedehnte Zuchten für Reitponys.

### British Riding Pony
- Bericht des Domestic Animal Diversity Information System (auf Englisch)

- National Pony Society (auf Englisch)

### Deutsches Reitpony
- Bericht des Domestic Animal Diversity Information System (auf Englisch)

- Zuchtverband für deutsche Pferde

### Australian Riding Pony
- Riding Pony Society Inc. (auf Englisch)

### Poney français de selle
- Bericht des Domestic Animal Diversity Information System (auf Englisch)

- Association Nationale du Poney français de selle (auf Französisch)

### Belgische Rijpony
- Bericht des Domestic Animal Diversity Information System (auf Englisch)
- Vereniging Eigen Paard (auf Niederländisch)
- Youtube: Belgische rijpony op Agriflanders

### NRPS-Pony
- Bericht des Domestic Animal Diversity Information System (auf Englisch)

- Nederlands Rijpaarden- en Ponystamboek (auf Niederländisch)

### Slovenský športový pony
- Bericht des Domestic Animal Diversity Information System (auf Englisch)